# Yu Yangyi
En aquest nom xinès, el cognom és Yu.
Yu Yangyi (xinès: 余泱漪, 8 de juny de 1994) és un jugador d'escacs xinès, que té el títol de Gran Mestre des de 2009.
A la llista d'Elo de la FIDE del maig del 2022, hi tenia un Elo de 2710 punts, cosa que en feia el jugador número 4 (en actiu) de la Xina, i el 27è millor jugador al rànquing mundial. El seu màxim Elo va ser de 2747 punts, a la llista de gener de 2016 (posició 18 al rànquing mundial).

## Resultats destacats en competició
Entre el 24 d'octubre i el 2 de novembre del 2003 va participar en el Campionat del món d'escacs de la joventut (sub-10) a Halkidiki, Grècia. Va fer 8½ punts d'11 esdevinguent segon classificat
Entre el 3 i 14 de novembre de 2004 va participar en el Campionat del món d'escacs de la joventut a la categoria sub-10 a Heraklio, Creta, Grècia. Va fer 9 punts d'11 esdevinguent primer però amb els mateixos punts que Jules Moussard, Raymond Song i Hou Yifan (l'actual campiona del món femení).
El febrer del 2007: va jugar l'Aeroflot Open al Grup C a Moscou, on va fer 7½ de 9, essent segon classificat. Entre el 4 i l'11 d'agost del 2007, va jugar el torneig d'escacs d'Escandinàvia a l'Hotel Täby Park, a Estockholm, Suècia. Va fer 6½ de 9, quedant en desena posició.
El febrer del 2008, va jugar l'Aeroflot Open al Grup B a Moscou, on va fer 7 punts de 9, aconseguint el tercer lloc.
El febrer del 2009, va participar en l'Aeroflot Open al Grup A2 (i torneig llampec) a Moscou, on va puntuar 5½ de 9, quedant en 20a posició.
Entre el 12 i el 24 de maig de 2009 va jugar el Campionat d'escacs de l'Àsia a Subic, Filipines. Va quedar tercer amb 6 punts de 9 i amb una performance de 2700. Per aquest fet es va classificar pel seva primera Copa del Món el 2009 a Khanty-Mansisk, Rússia. Aquí va aconseguir la seva primera norma de GM. Entre el 25 i el 31 de maig de 2009, al 2n Obert Internacional de Subic a Subic Bay Free Port, va fer 6 de 9 (+3=6-0) amb una performance de 2653 i acabant en novena posició. Va obtenir la seva segona norma de GM.
El 4 de setembre de 2009, va participar en el 6è Campionat obert d'escacs Dato Arthur Tan Malaysia a Kuala Lumpur on va fer 6½ punts de .9 El setembre de 2009, a l'Obert Zhejiang Lishui Xingqiu, va ser segon darrere de Lê Quang Liêm amb 6½ de 9.
L'octubre de 2009, al Campionat del món d'escacs de la joventut a Puerto Madryn, Argentina, va fer 8½ punts de 13 (+7=3-3) amb una performance de 2618. Va ser setè en el desempat. El novembre de 2009, a la Copa del Món, a Rússia, va arribar a la tercera ronda després d'aconseguir la major sorpresa a la primera ronda en guanyar 1,5:0,5 contra Sergei Movsesian, i també guanyant a Mateusz Bartel a la segona ronda.
El febrer de 2011, a l'Aeroflot Open, Moscou, Rússia, empatar pel 4t–10è lloc juntament amb Rustam Kassimdjanov, Gata Kamsky, Rauf Məmmədov, Ivan Txeparínov, Denís Khismatul·lin i Maxim Rodshtein. El maig de 2011, va esdevenir primer a Danzhou on feu 7 punts de 9 (+5=4-0) amb una performance de 2880.
El setembre de 2013, fou el guanyador del Campionat del món d'escacs juvenil de 2013. Fou primer amb 11 punts de 13 (+9=4-0) amb Aleksandr Ipàtov al darrere amb 10½ de 13 (+8=5-0). Degut haver guanyat el Campionat del món juvenil, es va classificar automàticament per a la Copa del Món del 2015 que alhora és un pas per classificar-se pel Campionat del món d'escacs de 2016.
El març de 2014, va competir al Campionat d'escacs de la Xina i va acabar primer amb 7 de 11 (+3=7-0) empatat amb el seu compatriota Ding Liren que feu 7 de 11 (+4=6-1). Va aconseguir victòries importants contra Liu Qingnan, Wei Yi i Zeng Chonsheng. A l'abril de 2014, va guanyar el Campionat d'escacs d'Àsia amb 7 punts de 9 (+5=4-0) per davant de Ni Hua, Rustam Kassimdjanov i Adhiban B. Amb aquesta victòria, va guanyar 6.000 dòlars. El mes d'abril de 2014, tenia un Elo clàssic de 2667, 2668 Elo de ràpides i 2753 Elo de partides llampec. El desembre de 2014, Yu fou el guanyador del primer Qatar Masters amb una puntuació de 7½ de 9 (+6=3-0), derrotant a Grans Mestres de la talla com Vladímir Kràmnik i Anish Giri.
El juny del 2015 fou campió del Memorial Capablanca amb 7 punts de 10, per davant de Dmitri Andreikin i de Pàvel Eliànov. El desembre de 2015 és segon a l'Obert de Qatar amb 7 punts de 9, els mateixos punts que el campió Magnus Carlsen però amb pitjor desempat.
El gener-febrer de 2017, empatà al primer lloc amb David Antón i Hikaru Nakamura al Gibraltar Chess Festival amb 8/10 punts tot i que va perdre finalment al desempat a tres (el campió fou Nakamura).
El març de 2019, fou membre de l'equip xinès que va quedar tercer al Campionat del món per equips a Astanà.

## Lliga d'escacs de la Xina
Yu Yangyi juga pel Club Escacs de Beijing a la Lliga d'escacs de la Xina (CCL).

## Repertori d'obertures
- Obertures amb blanques: obertura del peó de rei
- Obertures amb negres: defensa semieslava, defensa siciliana